# 澳洲航空

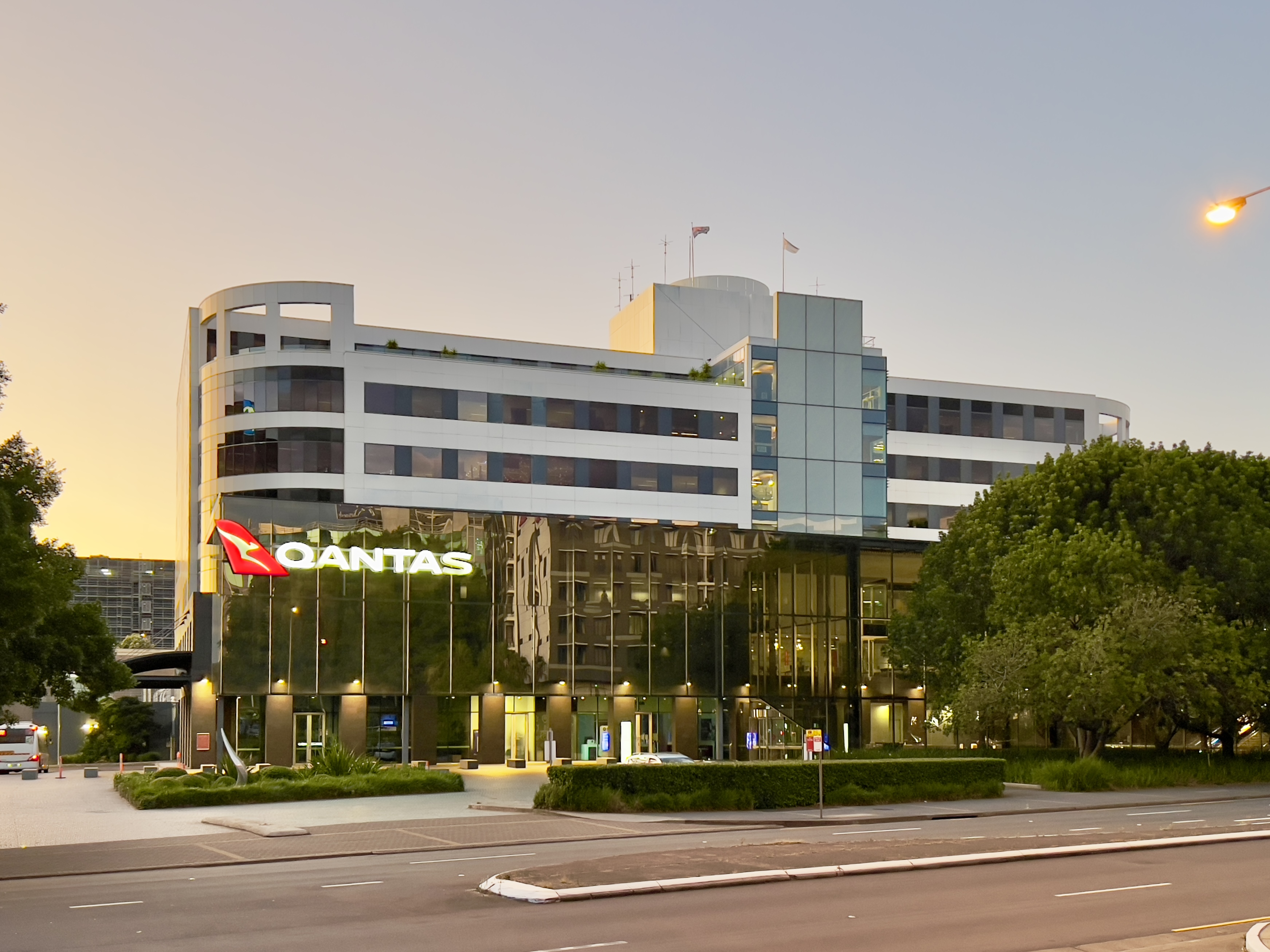
澳洲航空總部

澳洲航空（英語：（发音为/ˈkwɒntəs/），簡稱澳航，ASX：QAN）是澳洲的國家航空公司，暱稱為「飛行袋鼠」（The Flying Kangaroo）。以机队规模、旅客量和航点数计算，澳洲航空是澳大利亚和大洋洲最大的航空公司。作为寰宇一家的创始成员，澳航是全世界唯一飞往全部七大洲的航空公司，运营从其枢纽悉尼、墨尔本、布里斯班和珀斯飞往非洲、亚洲、欧洲、北美洲、南美洲和南极洲的航班。澳洲同时在澳洲国内飞往超过60个航点。
澳航是以成立日期计算历史第三悠久的航空公司，同时是英语世界中历史最悠久的航空公司，于1920年成立。澳航的英文名稱“QANTAS”是「Queensland and Northern Territory Aerial Services」（昆士兰州与北领地航空服务）的縮寫，由于它原先为昆士兰州和北领地提供服务。澳洲航空自1951年以來從未發生涉及人命死亡的事故，因此被認為是世界上安全紀錄最佳的航空公司之一。
澳航的总部位于悉尼的郊区马斯科特，毗邻其主枢纽悉尼机场。截止2023年3月，澳航集团占据澳洲国内市场60.8%的份额。澳航使用多个子公司在QantasLink商标下来运行前往澳大利亚偏远地区和个别国际的航班。澳航同时拥有低成本航空公司捷星航空，运行从澳洲出发的国际航班以及澳洲和新西兰的国内航班。另外，澳航也持有亚洲其他捷星航空、联盟航空和飞机航空的部分股权。

## 中文名稱
QANTAS作為澳洲的國家航空公司一直使用「澳洲航空」作為中文名稱，雖然此名稱與其英文名稱完全不對應。1947年QANTAS被澳大利亚联邦政府根据民主社会主义改造政策收归国有，并将其国内航线分拨给1946年成立的国有航空公司跨澳航空公司（Trans Australian Airlines）。1986年跨澳航空公司改名“澳洲航空”（Australian Airlines），自此经营澳大利亚国内航线的“澳洲航空”与国际航线的“澳洲航空”是同为国有的两家公司。1992年，澳洲航空公司与QANTAS合并，合并公司在以后数年内逐步私有化。在两家公司的航空执照合并后，英文統一称为“QANTAS”，中文称为“澳洲航空公司”。后来在2002年至2006年之间QANTAS又将“Australian Airlines”名称用于下属一家廉价航空公司，中文称为“澳亞航空”。

## 歷史

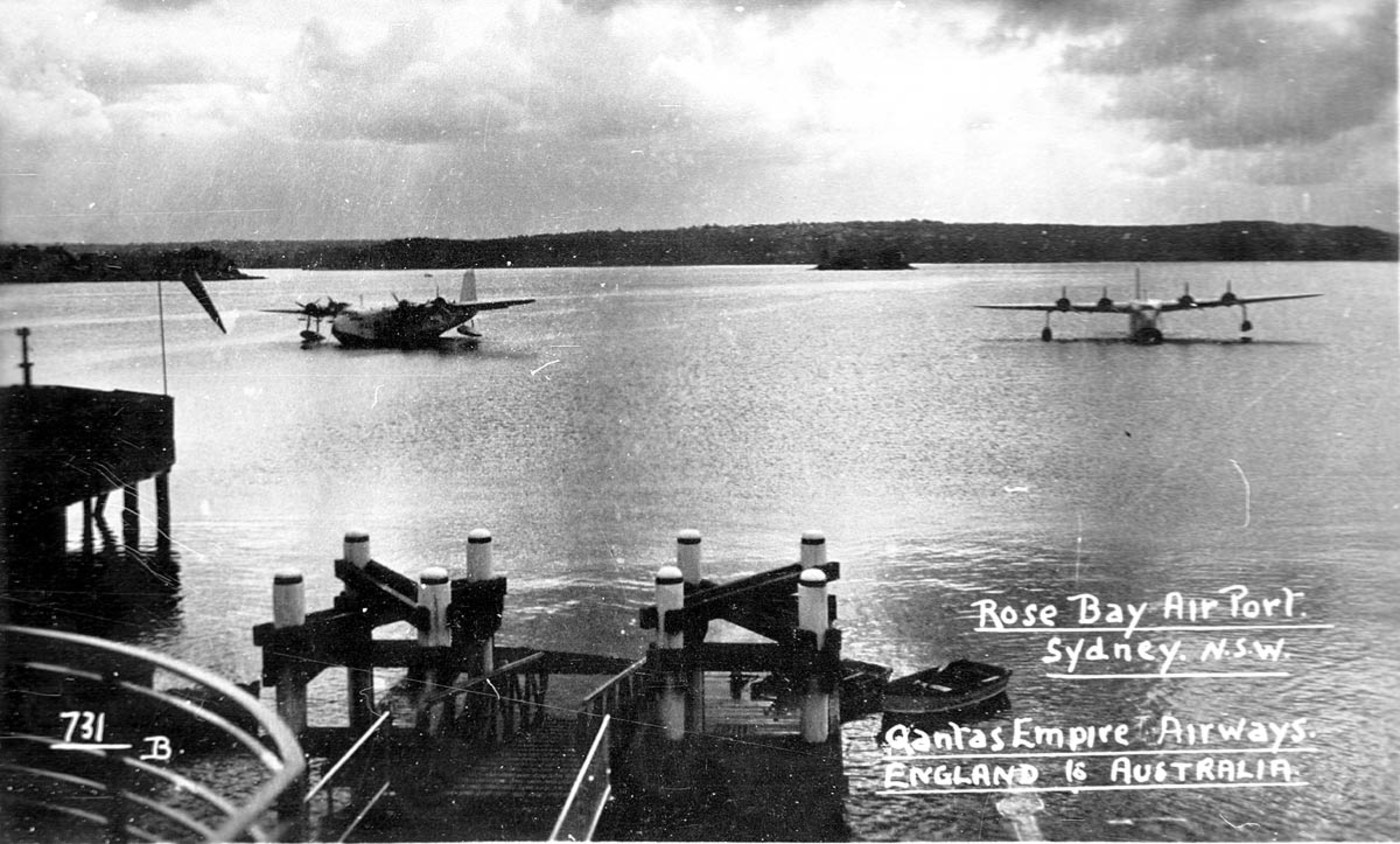
澳洲帝國航空公司的水上飛機於玫瑰灣（約1939年）

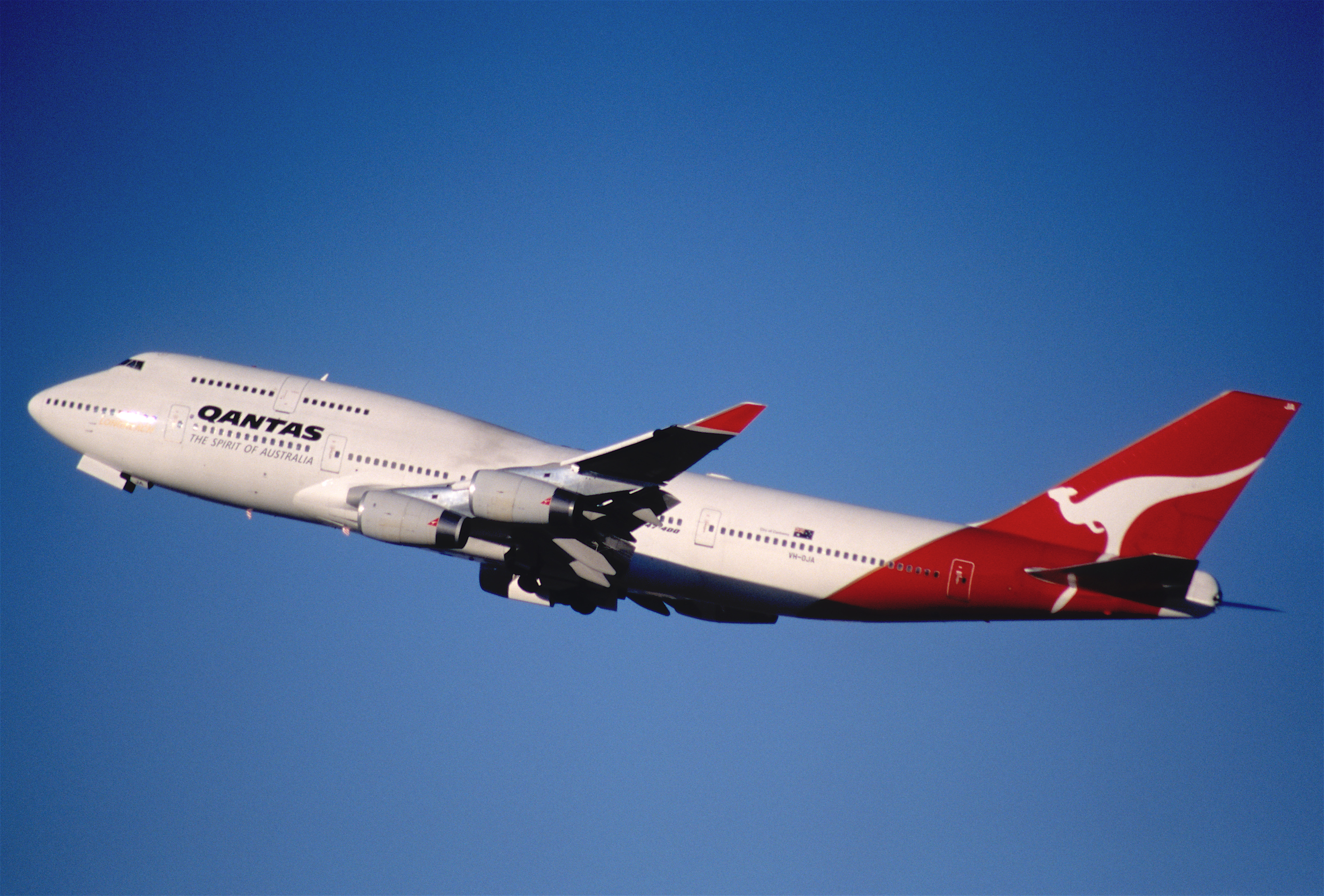
VH-OJA是澳洲航空第一架波音747-400，該機於1989年8月16日调机交付途中飛航由倫敦至悉尼的直飛航班

1920年11月16日，昆士兰和北领地航空服务公司（英語：Queensland and Northern Territory Aerial Services Limited，简称QANTAS）在昆士兰温顿（Winton）成立。航空公司的第一架飞机是阿弗罗504双翼机。当时昆士兰和北领地航空公司总部在温顿，1921年迁往朗芮，1930年迁往布里斯班。
1934年，昆士兰和北领地航空与英国的帝国航空公司（英国航空的前身之一）合资组建了新的澳洲帝国航空公司（英語：Imperial Airways，简称QEA）。新建立的航空公司1934年12月开始运营，始飞航线由布里斯班到达尔文。QEA从1935年5月开始飞行国际航线，将达尔文航线延伸至新加坡（帝国航空则运营从新加坡到伦敦的剩余航段。第二次世界大战开始后，敌方攻击和意外事故将QEA共十架飞机的机队摧毁了一半，当时机队大部分由澳大利亚政府征收用于战事。
水上飞机航线在1943年恢复，从珀斯的天鹅河（Swan River）到锡兰（今斯里兰卡的肯克拉湖（Koggala）。这条航线连接英国海外航空（BOAC，即帝国航空的继任公司）到伦敦的航线。澳航的袋鼠标志在1944年启用，最早使用的是悉尼到卡拉奇的“袋鼠航线”，英国海外航空运营从卡拉奇到英国的剩余航段。
1947年，QEA被由工党总理本·奇夫利领导的澳大利亚政府收归国有。母公司QANTAS公司同时被清算关闭。国有化后，澳航在昆士兰的剩余国内航线网络被划拨给同为国有的跨澳航空公司，这样澳航仅留下国际航线。国有化之后不久，QEA第一次开通大英帝国之外的航线——至东京。大约同时澳航开始至香港的航线。1957年，新的总部大楼“澳航大楼”（Qantas House）在悉尼揭幕。1959年6月，澳航迈入喷气机时代，接收了第一架波音707-138客机。
1992年9月14日，Qantas收购了同为国有的国内航空公司澳洲航空公司（Australian Airlines）（由跨澳航空公司在1986年改名而来）。次年国内航线改变标示为“Qantas”。1993-1997年之间，澳航逐步私有化。根据当时为了允许澳航私有化通过的法律，澳航必须有至少51%的股份由澳大利亚股东持有。
1998年，澳航与美國航空、英国航空、加拿大航空及国泰航空发起並组织寰宇一家联盟，后来又有其他航空公司加入。
2001年9月14日，澳航的主要国内竞争对手安捷航空倒闭。澳航的国内市场份额立即攀升到90%，但随着廉价航空公司維珍蓝进入国内市场，澳航的市场份额有所减少。澳航在2001年建立廉价捷星航空与其竞争，近年澳航集团的总市场份额稳定保持在约65%，維珍拥有约30%，其他区域性航空公司占据余数。
2002年至2006年之间，澳航曾短暂启用“Australian Airlines”名称（中文叫作“澳亞航空”）作为国际廉价航空公司名称，但这一子公司后来被关闭，集团选择代以将“捷星”品牌推广到国际市场，包括用于至新西兰的航线。2004年澳航集团在捷星亞洲航空取得少数股权，进入亚洲廉价航空市场。 2007年和2012年也以类似模式分别入股总部位于越南的捷星太平洋航空和捷星日本航空。
2006年12月，澳航收到称为“澳洲航空合伙”的财团的收购要约，但此项收购以失败告终。2008年澳航与英航的合并谈判同样没有取得一致。2011年，澳航与澳大利亚交通运输工人工会的劳资关系纠纷导致所有澳航班机停飞，且公司员工被隔离在外，历时两天。

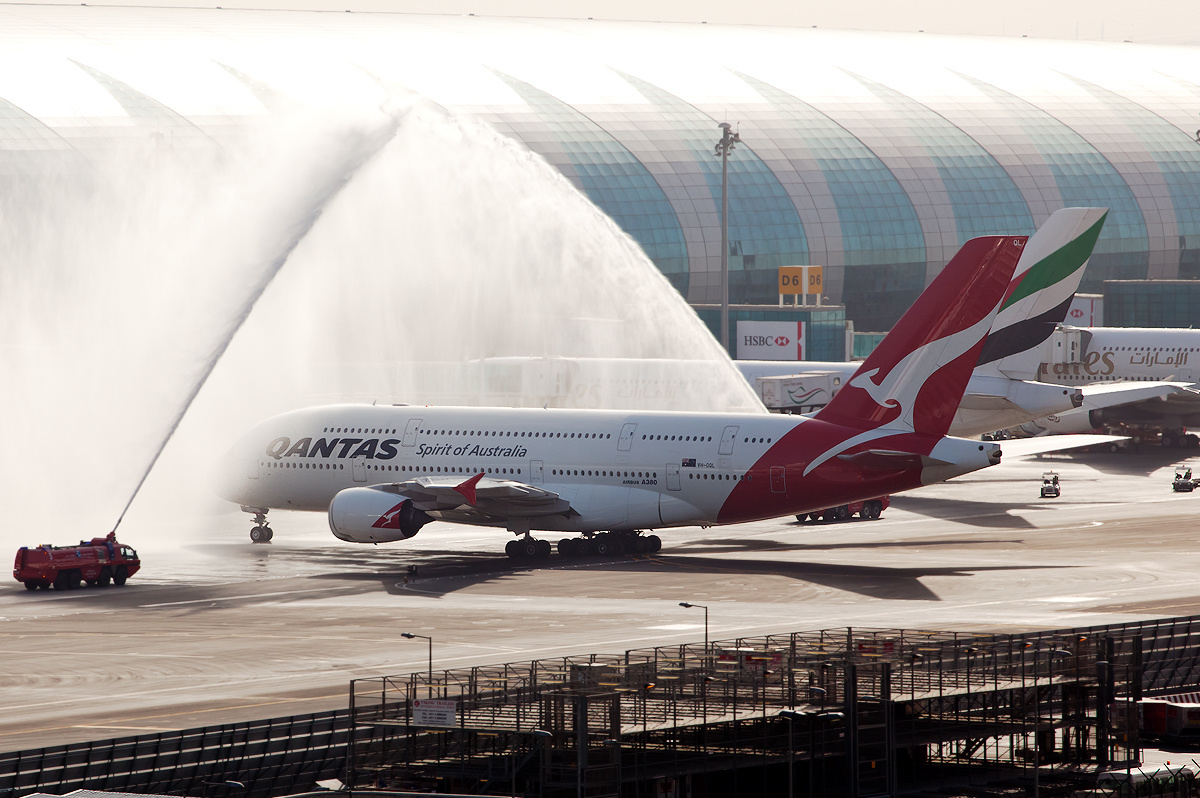
2013年4月1日，澳航的空中巴士A380首次抵達杜拜國際機場，機場以水炮禮迎接；同年3月31日，澳航與阿聯酋航空開展夥伴計劃，擴大航線網絡

2019年10月，澳航完成了全球距離最長商用民航直航航班測試，一架波音787-9夢幻客機搭載49人用19小時16分鐘從紐約飛到悉尼，全程16,200公里。為了避免中途加油，工作人員為這班機加滿油至油缸容量極限，也為了減輕重量而不載貨物，僅乘載了澳航職員、記者、志願者、醫療人員和科學家。機上測試還包括監控飛行員的腦電波、褪黑激素等級以及警覺性等，機上燈光和餐飲也經過精心設計，有助於了解超長時間飛行對飛行員、機艙工作人員和乘客有怎樣的影響。

## 業務

### 財務狀況
以下為澳洲航空（包括捷星及澳洲航空貨運業務）近年的財務狀況：
|                             | 2008   | 2009   | 2010   | 2011   | 2012   | 2013   | 2014   | 2015   | 2016   | 2017   | 2018   | 2019   |
| --------------------------- | ------ | ------ | ------ | ------ | ------ | ------ | ------ | ------ | ------ | ------ | ------ | ------ |
| 營業額（A$m）               | 15,627 | 14,552 | 13,772 | 14,894 | 15,724 | 15,902 | 15,352 | 15,816 | 16,200 | 16,057 | 17,060 | 17,966 |
| 利潤（稅後法定利潤）（A$m） | 970    | 123    | 116    | 249    | −244   | 6      | −2,843 | 560    | 1,029  | 853    | 980    | 891    |
| 員工人數（FTE）             | 33,670 | 33,966 | 32,489 | 33,169 | 33,584 | 33,265 | 30,751 | 28,622 | 29,204 | 29,596 | 30,248 |        |
| 載客量（m）                 | 38.6   | 38.4   | 41.4   | 44.5   | 46.7   | 48.2   | 48.8   | 49.2   | 52.7   | 53.7   | 55.3   | 55.8   |
| 載客率（%）                 | 80.7   | 79.6   | 80.8   | 80.1   | 80.1   | 79.3   | 77.4   | 79.1   | 80.1   | 80.6   | 83.2   | 84.2   |
| 機隊數目（於年尾計算）      | 224    | 229    | 254    | 283    | 308    | 312    | 308    | 299    | 303    | 309    | 313    | 314    |
| 備註/來源                   | [ 32 ] | [ 32 ] | [ 33 ] | [ 34 ] | [ 35 ] | [ 36 ] | [ 37 ] | [ 38 ] | [ 39 ] | [ 40 ] | [ 41 ] | [ 42 ] |

### 總公司
澳洲航空的總部位於新南威爾士州悉尼馬斯考特的Bayside Council郊區，總部早前進行了重建，並於2013年12月完成重建工作。

### 附屬公司
澳洲航空全資擁有捷星航空（Jetstar Airways）、捷星亞洲航空49％股份、捷星日本航空33.3％股份以及斐濟航空16％股份，其飛行常客積分亦可通用。
澳洲航空曾在1990~1996年間，因應中華民國外交不利因素，為保持澳洲與台灣之間的航線而另外成立「澳亞航空公司（Australia Asia Airlines）」，以澳航旗下一架波音767-300ER與兩架波音747SP專營布里斯班－台北航線；最後於1996年全面結束營運，並將航權移交給長榮航空經營。現今台灣與澳洲間的直航班次除了長榮經營的台北－布里斯本以外，還有華航經營的台北－布里斯本－奧克蘭、台北－雪梨、台北－墨爾本航線。
澳航的子公司包括QantasLink、Qantas Freight、Q Catering、Jetconnect、Express Ground Handing、Qantas Holidays和捷星。
QantasLink：澳洲航空的澳洲地區性航空公司品牌，QantasLink每周營運2000多個航班，飛往澳洲的56個大都市和區域目的地。
Qantas Loyalty：Qantas Loyalty是一家創新的數據主導型企業，通過Qantas Frequent Flyer和Qantas Business Rewards計劃推動客戶和合作夥伴的忠誠度。
Qantas Freight：Qantas Freight是澳洲最大的獨立航空貨運服務企業，每天向全球500多個目的地運送4000多個航空貨運物品。
捷星：捷星集團是一家以價值為基礎的低票價航空網絡，在休閒和價值型市場營運，提供全天低票價。
Jetconnect：Jetconnect是Qantas集團的全資子公司，總部位於新西蘭，在塔斯曼各地提供航空服務。
Express Ground Handling：Express Ground Handling是Qantas機場和餐飲集團（Qantas Airports and Catering Group）旗下澳洲航空的全資子公司，為Jetstar和多家地區航空公司提供全面的地勤服務。
Qantas Holidays：Qantas Holidays是Jetset Travelworld Group批發集團的一部分，為澳洲領先的旅遊批發商之一。

## 航點及代碼共享
澳洲航空8號班機（達拉斯—悉尼）航線，曾經是世界上最長的不經停航班，航程為13,804公里，全程耗時16小時55分鐘（夏季班表，北半球）或16小時50分鐘（冬季班表，北半球）。2018年3月25日開始，澳洲航空開辦由珀斯直飛倫敦希斯羅，採用787客機，是截至2019年世界上第三最長不停站的航線，且是歷史上第一條從大洋洲不经停直飛歐洲的定期載客航線。

### 代碼共享
澳洲航空為航空聯盟寰宇一家的創始成員，並與以下航空公司實行代碼共享：
寰宇一家成員
- 阿拉斯加航空
- 美國航空
- 英國航空
- 國泰航空
- 斐濟航空
- 芬蘭航空
- 日本航空
- 斯里蘭卡航空

其他航空公司
- 法國航空（天合聯盟）
- 新西蘭航空（星空聯盟）
- 新畿內亞航空
- 大溪地航空
- 瓦努阿圖航空
- 喀里多尼亞航空
- Airnorth
- 韓亞航空（星空聯盟）
- 曼谷航空
- 中華航空（天合聯盟）
- 中國東方航空（天合聯盟）
- 中國南方航空
- 以色列航空
- 阿聯酋航空
- 捷星航空
- 捷星亞洲航空
- 捷星日本航空
- 荷蘭皇家航空（天合聯盟）
- 智利南美航空
- 所羅門航空（英语：Solomon Airlines）
- 越南航空（天合聯盟）
- 西捷航空

### 合資公司
- 美國航空
- 阿聯酋航空

## 機隊

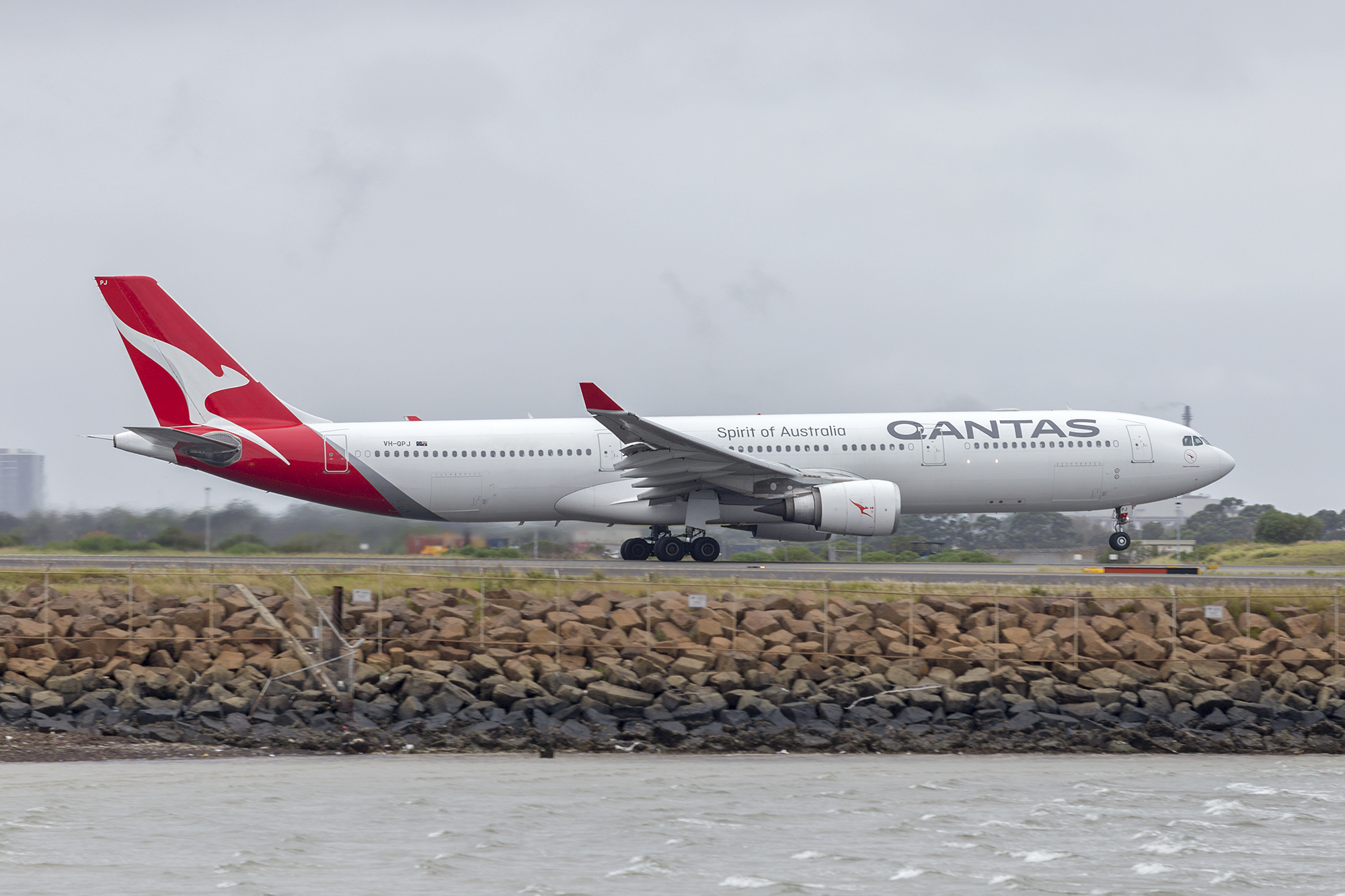
空中巴士A330-300

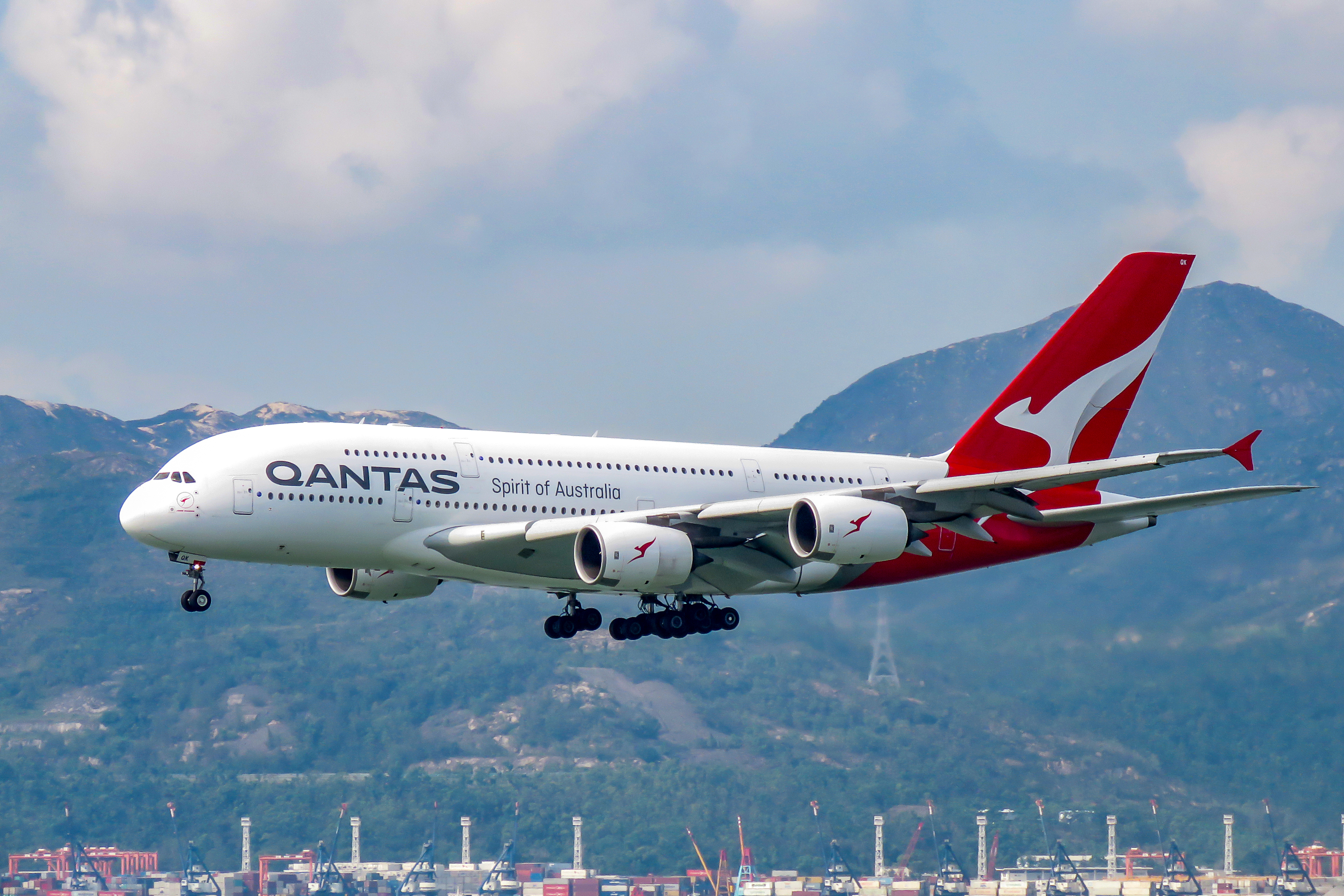
空中巴士A380-800

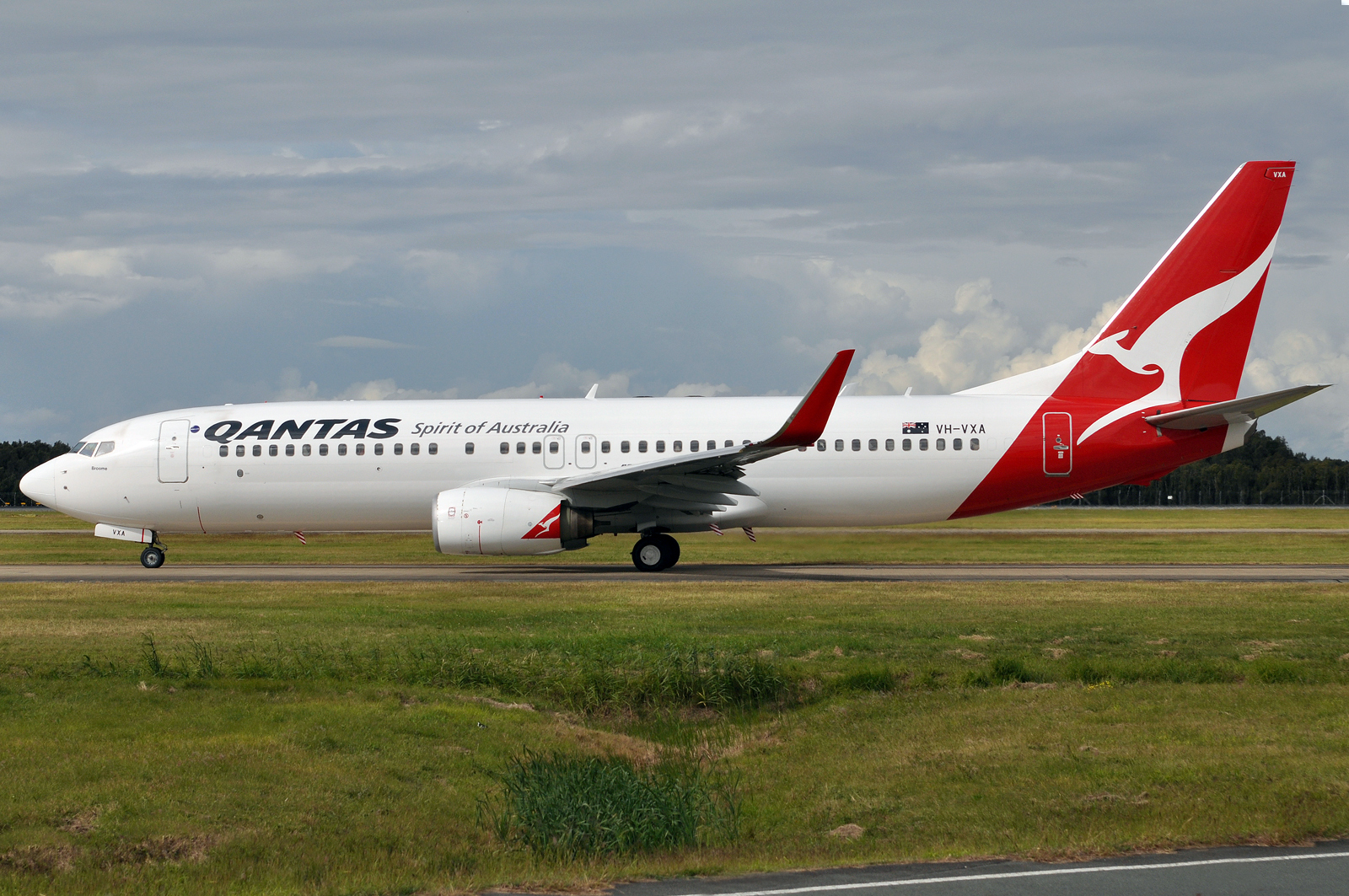
波音737-800

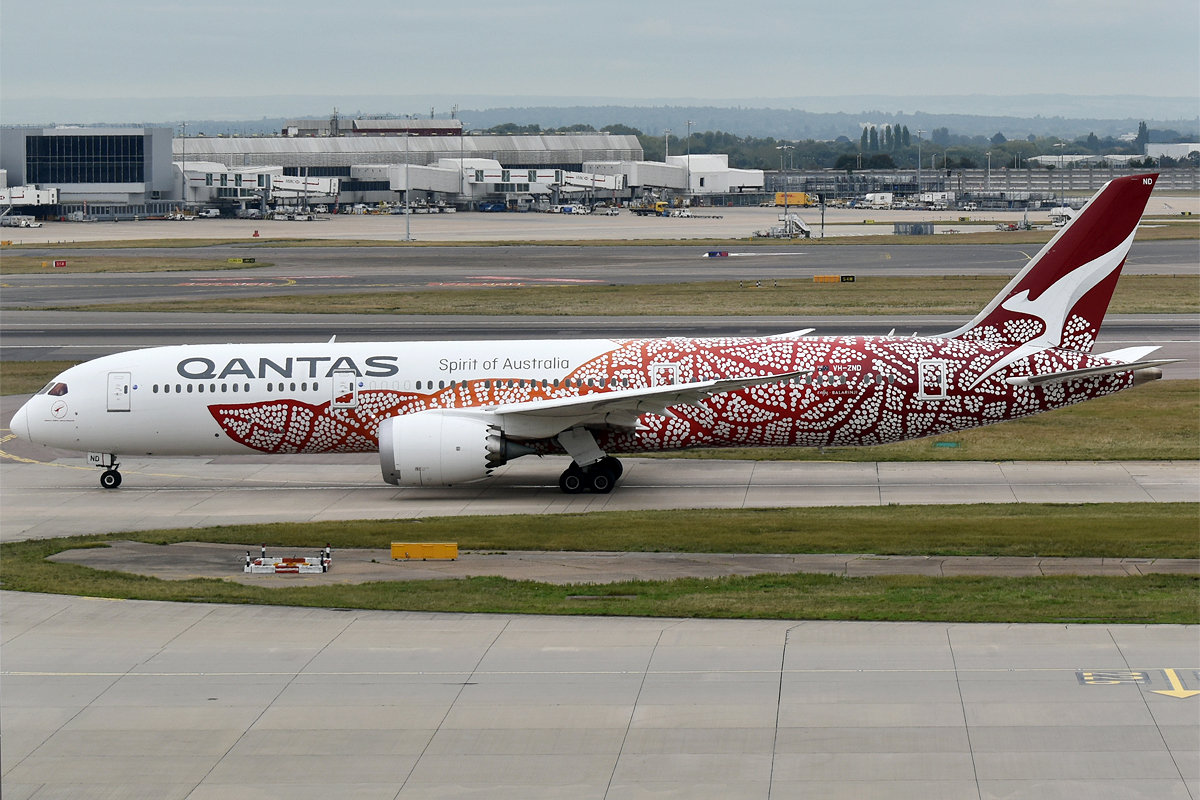
披上原住民藝術彩繪的波音787-9

### 現役機隊
截至2024年12月，澳洲航空機隊平均機齡約15.4年，擁有以下飛機：

### 客機訂單
由於公司出現虧損，為了節省資金，澳洲航空於2012年8月22日取消35架波音787-9飛機的訂單，但同時保留了捷星航空15架787-8飛機的訂單，並把50架購買權向前推進。澳洲航空於2015年8月20日宣佈訂購8架波音787-9飛機，並將於2017年交付。
2019年2月，澳洲航空取消剩餘8架空中巴士A380-800客機的訂單。
2019年6月，澳洲航空集團在巴黎航展上將26架空中巴士A321neo的訂單轉換為空中巴士A321XLR，再將10架A321neo訂單轉換為A321LR型號; 另外再訂購十架A321XLR。 這使澳航集團的空中巴士A320neo系列訂單總數達到109架，其中包括45架A320neos，28架A321LR和36架A321XLR。 在發佈公告時，澳洲航空行政總裁艾伦·乔伊斯表示，尚未決定澳洲航空和捷星航空之間會如何分配相關客機，或者是否將其用於網絡發展或替換較舊機型。
澳洲航空於2019年12月宣佈，已選擇空中巴士A350-1000 進行其日出计划（Project Sunrise），该計劃為開辦來往從悉尼和墨爾本不停站直飞往倫敦、紐約等城市的航班。目前尚未決定訂單數目，但澳洲航空將與空中巴士公司密切合作，在澳航董事會做出最終決定之前，為多達12架飛機準備合同條款。
澳洲航空於2023年8月24日正式宣佈，將訂購24架飛機，其中包括12架波音787（其中4架為787-9 Dreamliner，8架為787-10 Dreamliner）及12架空中巴士A350-1000XWB，逐步取代年事已高的空中巴士A330。新飛機預計於2027年至2037年期間陸續交付，其中12架A350-1000XWB與先前於2022年5月2日訂購12架同機型不同的是，座位布局将不采用为「日出計畫」特别设计的宽松布局和休息区域。

### 已退役機型
- Avro 504K（英语：Avro 504K）

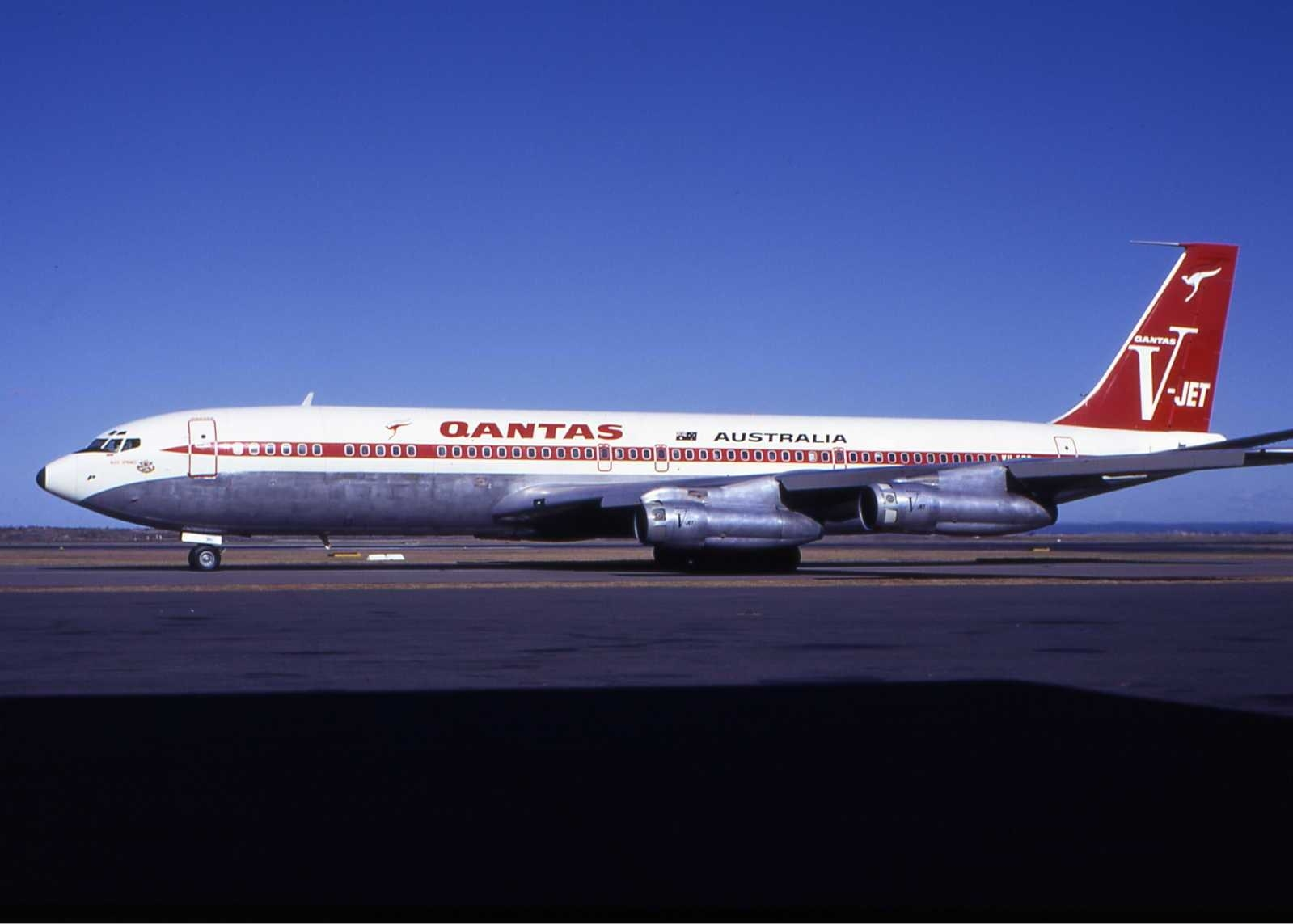
澳洲航空於1959年接收首架波音707客機，正式進入噴射機年代

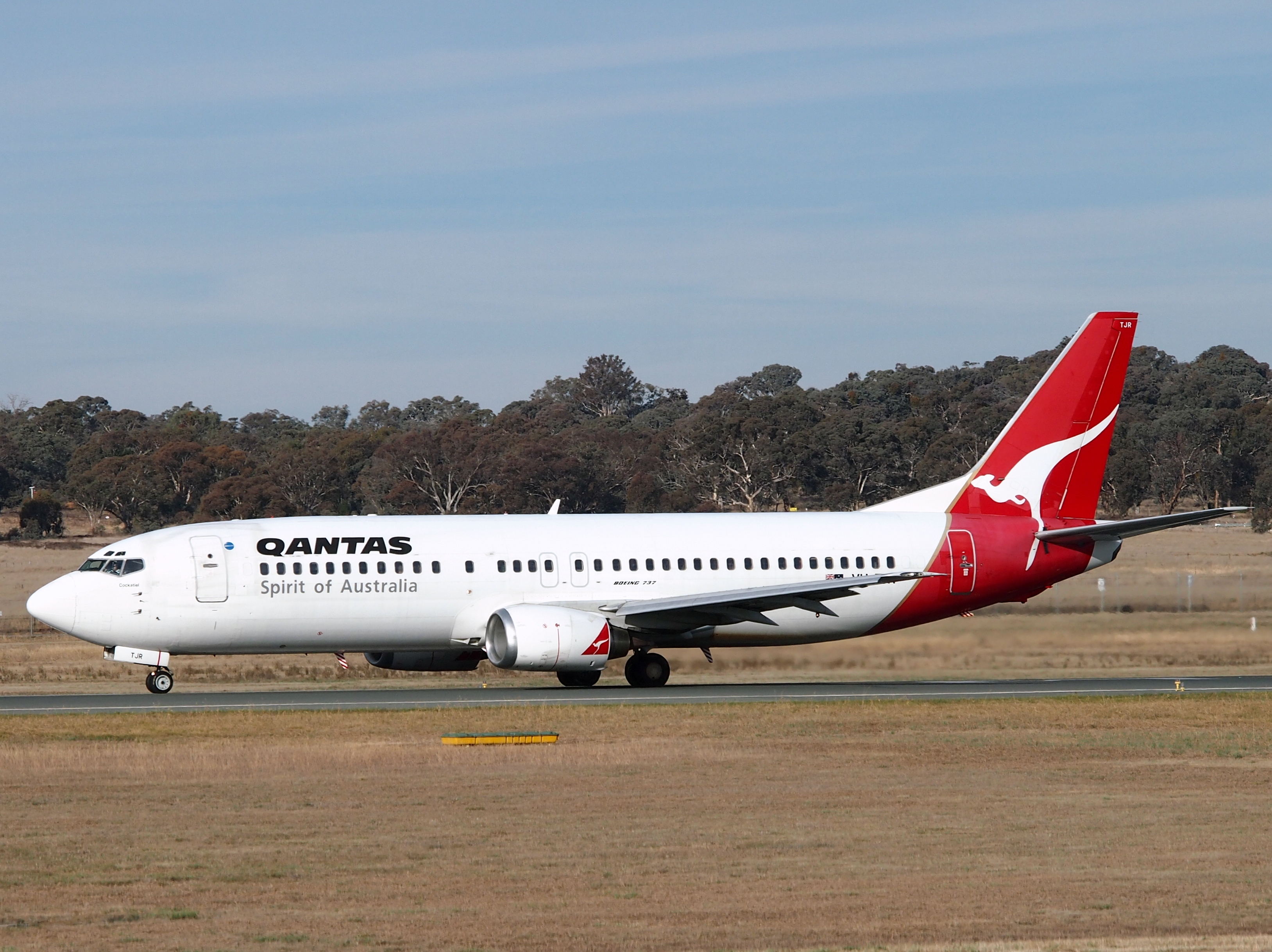
已退役的波音737-400

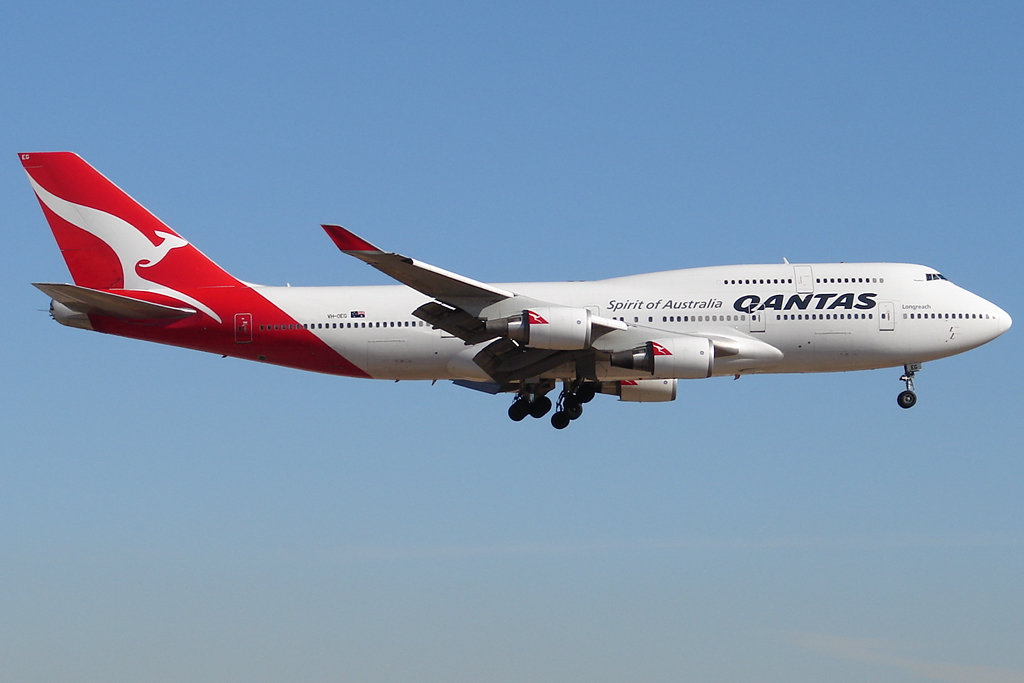
已退役的波音747-400ER

- Avro Lancastrian（英语：Avro Lancastrian）
- PBY卡特琳娜水上飛機
- 洛歇星座
- 洛歇L-188
- 道格拉斯DC-3
- 道格拉斯DC-4
- Short Sandringham（英语：Short Sandringham）
- 哈維蘭彗星型
- 波音707–138
- 波音707−138B
- 波音707-338C
- 波音737-300
- 波音737-400
- 波音747-200B
- 波音747SP
- 波音747-300
- 波音747-400
- 波音747-400ER
- 波音767-200ER
- 波音767-300ER
- 空中巴士A300B4

## 安全
1989年由和主演的好莱坞電影《雨人》的对白中称澳航從未發生過墜毀事故，“澳航是唯一一家從未發生死亡事故的航空公司”的说法因此广为传播。实际上，澳航历史上在1927年至1945年之间曾发生过八次有人员死亡的事故，并有一架飞机被击落，但这些事故中有一半是在第二次世界大战中执行盟军任务时发生的，其中被击落的飞机是由于1942年在帝汶海上空遭到日军攻击。战后，澳航又发生过两次飞机坠毁事故，共17人死亡。至今澳航最后一次发生死亡事故是1951年；而澳航的喷气式飞机自运行以来，从未发生过死亡事故。因此澳航长期被列为全世界最安全的航空公司之一。

## 意外及爭議事件

### 嚴重事故
- 1999年9月23日，澳洲航空1號班機，一架由悉尼经曼谷飞往伦敦的波音747-438（编号VH-OJH）在曼谷廊曼国际机场降落时因跑道积水而冲出跑道，38人轻伤。
- 2008年7月25日，一架波音747-400客機執飛澳洲航空30號航班由倫敦飛往墨爾本，在经停香港之後起飛約一小時後，機腹處的前貨艙外殼意外出现一个直径2-3米的大洞，造成機艙瞬間失壓，班機立刻從高度29,000英呎（8839米），急速下降到10,000英呎（3048米），緊急迫降於菲律賓的馬尼拉機場，機上364名乘客和19名機組人員並无傷亡[58][59]。
- 2008年8月14日，一架波音747客機飛近奧克蘭機場時，4個引擎中其中1個停頓。
- 2008年8月15日，一架波音747客機，在新加坡進行例行檢查時發現，有一塊小板脫落，飛機在延誤六小時後，繼續飛往倫敦。
- 2008年9月1日，一架載有350人的波音747客機由新加坡飞往倫敦的客機，因為引擎故障，在德國法蘭克福機場緊急降落。
- 2008年10月7日，澳洲航空72號班機由新加坡飛往珀斯的途中，因電傳系統故障，傳送多個故障訊息，後更自動進行修正動作導致航機數次俯衝，最後成功迫降於Learmonth，全機人員生還，但有119名乘客及機組員受傷，其中12人重傷。
- 2010年3月30日，一架載有414人的波音747客機在飛往新加坡的途中，因為引擎問題，在起飛45分鐘後折返。[60]
- 2010年11月4日，一架由新加坡飛往悉尼的A380客機，航班編號QF32，2号發動機在印尼巴淡島上空發生引擎爆炸事故，客機在印尼上空曾經洩油減重，客機最後安全折返樟宜機場，事件中無人受傷[61]。著陸之後，6輛消防車圍著飛機噴灑滅火液體。2号發動機焦黑，一公尺長像一扇門那麼大的發動機後護蓋破片掉落在靠近新加坡的印尼巴淡島。1号发动机因为爆炸导致液压及控制系统受损无法关闭，需喷水3小时让其熄火[62]。
- 2011年4月13日，一架澳航波音737客机从新西兰奥克兰起飞，在飞行途中，一名机组人员发现飞机燃料管出现问题，随即通知了机长，飞机安全降落在悉尼机场。为保障乘客和飞机安全，救护车、消防车等前来机场跑道待命。紧急降落在悉尼机场，所有乘客均已安全离开飞机。
- 2011年10月，因与员工之间的劳资纠纷一直得不到解决，而工会组织的罢工等对抗行为致使澳航竞争力一路下滑，2011年10月29日澳航管理层宣布从当日澳洲东部时间17点开始停飞所有航班，并要求政府介入解决劳资纠纷。政府因为担心时间扩大影响澳洲经济随即介入。31日早晨澳洲公平工作（委员会）勒令纠纷双方停止对抗行为，恢复澳航營運。
- 2019年3月5日，一架波音737-800執飛澳洲航空706號班機由阿德萊德前往堪培拉，在起飛後巡航階段機身後部傳出巨響，客艙之後釋放了氧氣罩，飛機從25,000英呎的巡航高度下降到10,000英呎的安全高度。機長之後決定轉飛到墨爾本國際機場，並獲得了優先降落權。最後飛機安全降落，無人受傷。

## 外部連結
- 澳洲航空 （页面存档备份，存于）（英文）
- 澳洲航空（台灣） （页面存档备份，存于）
- 澳洲航空（香港） （页面存档备份，存于）
- 澳洲航空（中國） （页面存档备份，存于）
- 澳洲航空機隊詳細資料 （页面存档备份，存于）（英文）
- 澳洲航空乘客意見 （页面存档备份，存于）（英文）